# Сквозь время
«Сквозь время» — российский фантастический триллер Александра Богуславского. В главной роли: Виктор Добронравов. Выход в широкий прокат состоялся 15 июня 2023 года.

## Сюжет
Во время испытания сверхскоростного самолёта Итан вместе со своим братом Джейкобом оказались на неизвестном острове, где столкнулись с загадочным туманом, который содержит одновременно прошлое и будущее. Итана ждёт встреча с отцом, второй половинкой и разгадка загадки острова…

## В ролях
| Актёр              | Роль                  |
| ------------------ | --------------------- |
| Виктор Добронравов | Итан Блэйк            |
| Егор Корешков      | Джейкоб Блэйк         |
| Валерия Шкирандо   | Ева Адамс             |
| Никита Тарасов     | Тэд                   |
| Софья Присс        | Тина Морозова         |
| Дэниел Барнс       | Райан                 |
| Егор Бероев        | профессор Генри Блейк |
| Платон Алексеев    | Итан в детстве        |
| Мирослав Аксёнов   | Джейкоб в детстве     |
| Андрей Жигалов     | Роб                   |
| Севастьян Бугаев   | Роб в детстве         |

## Восприятие
Фильм получил смешанные отзывы критиков, отметивших достойную игру актёров и сюжет и в то же время незрелищность и затянутость картины в целом.
В первый уикенд проката фильм стал лучшей новинкой российских кинотеатров.